# وله‌ور
وله‌ور (به ترکی آذربایجانی: Vələver) یک منطقهٔ مسکونی در جمهوری آذربایجان است که در شهرستان اردوباد واقع شده‌است. وله‌ور ۴۶۸ نفر جمعیت دارد.